# 13181 Peneleos
13181 Peneleos (1996 RS28) là một thiên thể Troia của Sao Mộc được phát hiện ngày 11 tháng 9 năm 1996 bởi Đài thiên văn Nam Bán cầu của Châu Âu., trong cuộc Điều tra Thiên thể Troia Uppsala-DLR.